# Valle di Sesto
La Val di Sesto (Sextental in tedesco) è una piccola valle alpina che collega la val Pusteria al Comelico, attraverso il Passo di Monte Croce di Comelico, separando dal punto di vista orografico le Dolomiti di Sesto (a sud-ovest) dalle Alpi Carniche (Dolomiti di Comelico) (a nord-est).

## Geografia
La valle è abbastanza ampia, con un confine poco marcato tra gli insediamenti rurali e quelli di fondovalle. I due paesi che vi sorgono, Sesto e Moso sono cresciuti allungandosi al bordo della strada principale e formando un continuum in cui sono oramai indistinguibili le piccole frazioni: Ferrara, San Vito, Waldheim.
Alle loro spalle si estendono i prati verdi, i masi e i fienili. Al di là del rio Sesto, verso sud le case lasciano spazio ai lariceti e ai pascoli che si estendono fino ai contrafforti dolomitici. La corona di cime della Val Fiscalina e gli avancorpi settentrionali del gruppo Tre Scarperi si impongono, disegnando un lungo panorama di creste, pareti e pinnacoli. Tanto che i valligiani hanno dato alle montagne toponimi numerici progressivi: Cima Nove, Cima Dieci (più conosciuta come Croda Rossa di Sesto), Cima Undici, Cima Dodici (più conosciuta come Croda dei Toni) e Cima Una. Queste cime vanno a creare la Meridiana di Sesto, un gigantesco orologio naturale; seguendo la posizione del Sole sulle vette delle Dolomiti di Sesto è possibile conoscere l'ora esatta.